# Grama-Bucht
Die Grama-Bucht (albanisch Gjiri i Gramës) ist eine kleine Bucht an der albanischen Küste des Ionischen Meers. Es handelt sich um eine von mehreren Buchten an der Westseite des Akroceraunischen Gebirges südlich der Karaburun-Halbinsel. 

## Lage
Die Bucht schneidet sich etwa 200 Meter tief in die Küstenlinie ein. Gegen das Meer hin ist das Ufer von senkrecht ins Wasser abfallenden Felswänden geprägt. Am Ende der Bucht findet sich hingegen ein flacher Strand. Hier beginnt das Tal des nicht immer Wasser führenden Grama-Bachs (albanisch Përroi i Gramës; auch Bach des Heiligen Antonius).
Die Umgebung rund um die Grama-Bucht ist nicht besiedelt. Sie liegt an der Albanischen Riviera rund 14 Kilometer nordwestlich von Dhërmi und 12,5 Kilometer südlich von Orikum respektive 25 Kilometer südlich von Vlora. Die karge, steinige Region ist nicht erschlossen. Die nächste Straße ist mehr als sechs Kilometer Luftlinie entfernt im Nordwesten jenseits des Akroceraunischen Gebirges, das hier Rrëza e Kanalit genannt in der Maja e Valit eine Höhe von 1362 m ü. A. erreicht. Reiseführer raten davon ab, die Bucht zu Fuß erreichen zu wollen.

## Geschichte und Inschriften
Seit dem 6. Jahrhundert v. Chr. diente die Bucht als Steinbruch für Kalkstein, der bei Bauten in Apollonia, Oricum und Durrës verwendet wurde. Die steilen Felswände stammen von diesen Aktivitäten; eine weitere Abbaustelle befand sich rund 100 Meter landeinwärts. In ausgehöhlten Steinbecken wurde Trinkwasser gesammelt.

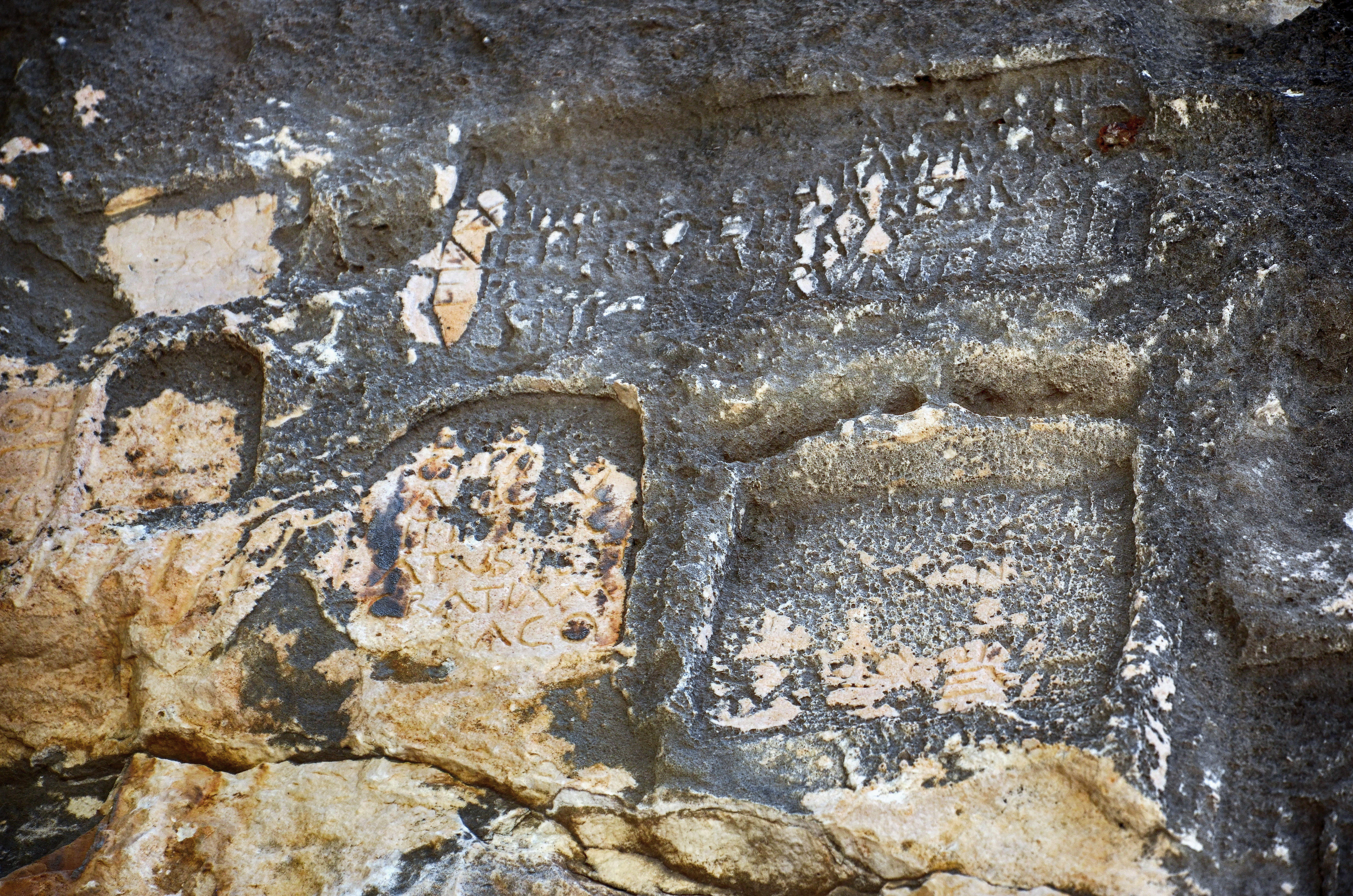
Inschriften an den Felswänden der Bucht

In der Vergangenheit suchten immer wieder Schiffe in der Bucht Schutz vor schlechtem Wetter. Sie ist einer der wenigen Orte entlang der Küste, die sich zum Anlegen eignet. Die Seefahrer und die Arbeiter des Steinbruchs haben an den Felswänden der Bucht rund 1500 Inschriften hinterlassen. Die ältesten, in griechischer Sprache verfasst, stammen aus dem 3. bis 1. Jahrhundert v. Chr., die jüngsten aus dem 20. Jahrhundert. Eine Zeit lang wurde Latein verwendet, meist aber Griechisch. Es handelt sich in der Frühzeit und im Mittelalter meist um Bitten und Dank an die Götter, in römischer und späterer Zeit meist um Vermerke der Anwesenheit. Eine Inschrift stammt von Kaiser Johannes V. und ist mit 1369 datiert. Die Inschriften sind zum Teil unter der – heutigen – Wasserlinie zu finden, zum Teil bis in Höhen von vier Metern. Selten sind sie mit einfachen Zeichnungen ergänzt.
In zwei Höhlen wurden Kapellen eingerichtet. Auch ihre Wände sind mit Inschriften dekoriert.
Der Name der Bucht leitet sich vom griechischen γράμμα ab, das Geschriebenes oder Buchstabe bedeutet. Erstmals beschrieben wurden die Inschriften von Grammata durch Cyriacus von Ancona im Jahr 1435. Der österreichische Archäologe Carl Patsch publizierte Abschriften der Inschriften. 1930 besuchte Luigi Ugolini die Bucht.
Die Bucht mit den Höhlen und einer Unterwasserhöhle wurde zum Naturdenkmal erklärt. Die  Grama-Bucht ist Teil des Marinen Nationalparks Karaburun-Sazan. Die Inschriften sind unter dem Namen „Inschriften am Felsen Gramata“ als nationales Kulturdenkmal geschützt.